# Edward Gibson (1er baron Ashbourne)
Edward Gibson, 1er baron Ashbourne, (4 septembre 1837 - 22 mai 1913) est un avocat anglo-irlandais et Lord Chancelier d'Irlande. 

## Jeunesse et éducation
Né au 22 Merrion Square, Dublin, il est le fils de William Gibson (1808–1872) juge de paix, de Rockforest, Comté de Tipperary et Merrion Square, Dublin, et de sa première épouse, Louisa, fille de Joseph Grant, avocat de Dublin. Il est le frère aîné de John George Gibson, qui est également un éminent avocat et juge de la Haute Cour. Il fait ses études au Trinity College de Dublin, où il obtient un BA en 1858, remportant la médaille d'or en histoire, littérature anglaise et science politique. Il est également vérificateur et médaillé d'or de la College Historical Society, et en est le président en 1883. 

## Carrière juridique et judiciaire
Après avoir été admis au barreau irlandais en 1860, Gibson est nommé Conseiller de la reine en Irlande en 1872 et trois ans plus tard, il est élu député conservateur de l'Université de Dublin après s'être présenté sans succès à Waterford. Bénéficiant du patronage de Benjamin Disraeli, Stafford Northcote et Randolph Churchill, il est nommé procureur général de l'Irlande en 1877, avant d'être admis au Conseil privé irlandais, puis nommé Lord Chancelier d'Irlande en 1885, il devient du conseiller privé britannique cette même année. 
Lors de sa nomination en tant que Lord chancelier, il est élevé à la pairie en tant que baron Ashbourne, d'Ashbourne dans le Comté de Meath en 1885. Il est presque à lui seul responsable de la rédaction de la loi de 1885 sur l'achat de terres (Irlande), communément appelée Ashbourne Act. 

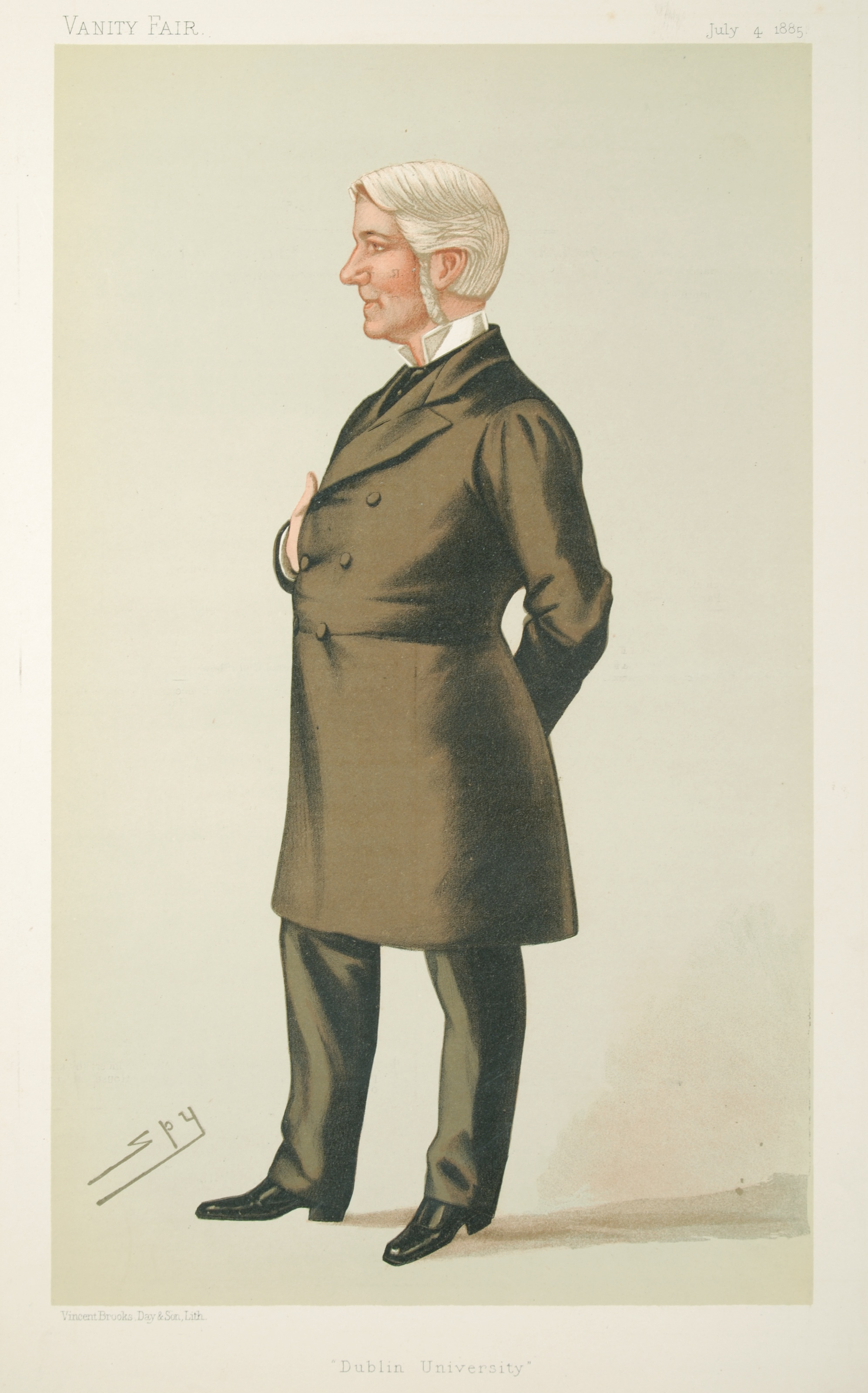
Lord Ashbourne par Leslie Ward, 1885.

Il démissionne du poste de lord chancelier en février 1886 au retour des libéraux au pouvoir, mais est reconduit dans ses fonctions par lord Salisbury en août de la même année. Pendant les vingt années suivantes (avec un court intervalle de trois ans lorsque Gladstone est revenu au pouvoir en 1892), Lord Ashbourne occupe le poste de Lord chancelier d'Irlande, prenant finalement sa retraite à l'âge de 68 ans. Il est hautement considéré comme juge, même à une époque où le banc irlandais comptait des juges exceptionnels tels que Gerald FitzGibbon (1837-1909) (en), Hugh Holmes (en) et Christopher Palles (en) . C'est en partie du moins grâce à sa présidence que la cour d'appel irlandaise a acquis la réputation d'être le tribunal le plus solide jamais établi en Irlande. 
En 1900, l'agent de Winston Churchill, Gerald Christie, obtient les services d'Ashbourne pour prendre la présidence et présenter la conférence du journaliste / homme politique à Dublin sur ses aventures sud-africaines.

## Famille
Lord Ashbourne épouse Frances Maria Adelaide Colles (1849-1926), fille de l'avocat Henry Jonathan Cope Colles et son épouse Elizabeth Mary, fille de John Mayne de Dublin, en 1868. Lady Ashbourne est une nièce de John Dawson Mayne et la petite-fille d'Abraham Colles. Ils vivent à Fitzwilliam Square et ont quatre fils, le fils aîné et héritier étant William Gibson (2e baron Ashbourne) et quatre filles. L'une de leurs filles, Violet Gibson tente d'assassiner Benito Mussolini en 1926. Lord Ashburne est décédé à Londres en 1913 et est incinéré au crématorium Golders Green, ses cendres étant déposées au Cimetière de Mount Jerome, à Dublin. À Dublin, il est membre du Kildare Street Club. 